# Serer
Serer su narod u Zapadnoj Africi. Ime im se izgovara fra. "Sérère", wolofski "Séeréer" ili "Seereer", « Serer », « Sereer », « Serere », « Seereer » ili iskrivljeno « Serre ». Žive u srednjem zapadnom Senegalu, na jugu dakarske regije sve do gambijske granice. Ima ih više od 1,8 milijuna. Treći su po brojnosti narod u Senegalu, poslije Wolofa i Fulba. Čine 14,7% senegalskog stanovništva odnosno blizu jedan od šest Senegalaca je Serer. U Gambiji čine manje od 2% stanovnika. Mali broj Serera živi i u Mauretaniji. Sereri govore sererskim jezikom, canginskim jezicima i wolofskim, francuskim (Senegal i Mauretanija) te engleskim (Gambija). Vjera im je sererska ("put Božanskog", "ƭat Roog", vjera u Rooga), islam i katoličanstvo. Srodni narodi su Wolofi, Leboui i Toucouleri.
Sereri žive u nekoliko skupina. Neke su podjednako zastupljene u Gambiji i Mauretaniji. Sereri su jedan od najstarijih naroda u Senegambiji.
U povijesti su živjeli na prostoru prirodne regije Sine-Salouma, na kojoj su se prostirala kraljevstva Sine i Saloum. U Gambiji žive u krajevima Nuimiju i Baddibuu te u Kombu. Nekoliko je sererskih skupina: Seereer-Siin, pa Noonska skupina živi u drevnom kraju Thièsu u današnem Senegalu. Ndutska skupina živi na jugu Cayora i sjeverozapadu drevnog Thièsa. Njegheni žive u drevnom Baolu. Palorska skupina živi u zapadnom središnjem i zapadnom jugozapadnom dijelu Thièsa. Laalaaski Sereri žive u zapadnom središnjem i središnjem Thièsu te u Tambacoundi. Saafi žive u Dakaru i Thièsu, Niominke žive na otoci u delti rijeke Salouma (teritorij Gandoul).
Poznati gambijski Sereri su dopredsjednik Gambije od 20. ožujka 1997. Isatou Njie-Saidy i pokojni senegambijski povjesničar, političar i bora za gambijsku neovisnost za vrijeme kolonijalne vlasti Alhaji Alieu Ebrima Cham Joof. Poznati senegalski Sereri su Léopold Sédar Senghor i Abdou Diouf, prvi i drugi predsjednik Senegala, respektivno.
Sereri po tjelesnoj građi spadaju među Nilote, što znači da su visoki, vitki, tamnoputi i finih crta. Pojam "nilotski" se nekad koristio u klasifikaciji rasa, temeljeno na antropološkim promatranjima, a znanost je bila odbacila takve opservacije. Danas je populacijska genetika dala poduprijela takva zapažanja.

## Etnonimija
Prema Diopu i Pierretu, riječ serer dolazi iz staroegipatsko i znači «onaj koji crta konture hramova». Prema drugima, etnonim dolazi od egipatske riječi Sa-Re ili Sa-ra, koja znači « sin demiurga », Boga Ra-a ili Re-a iz Egipta i stare Nubije.,. Drugi povjesničari R. G. Schuh opovrgavaju Diopovu tezu. Međutim, mnogi povjesničari, jezikoslovci i arheolozi kao što su Issa Laye Thiaw, Cheikh Anta Diop, Henry Gravrand, Paul Pierret ili Charles Becker slažu se s mišlju da riječ « sérère » – koja se odnosi na osobe ali i na jezik, kulturu, tradiciju - jest drevna i sveta.

## Napomene i referencije
1. ↑  (eng.) https://www.cia.gov/library/publications/the-world-factbook/geos/sg.html  Arhivirana inačica izvorne stranice od 31. kolovoza 2020. (Wayback Machine) CIA Factsheet
2. ↑  (eng.) Ethnologue.com, « Languages of Senegal archive »
3. ↑  (eng.)  Ethnologue.com
4. ↑  Population sérère au Sénégal  Arhivirana inačica izvorne stranice od 31. kolovoza 2020. (Wayback Machine) archive u CIA-inoj The World Factbook
5. ↑  Ethnologue.com, « Languages of Gambia archive »
6. ↑  African Census Analysis Project (ACAP). University of Pennsylvania. Ethnic Diversity and Assimilation in Senegal: Evidence from the 1988 Census by Pierre Ngom, Aliou Gaye and Ibrahima Sarr. 2000) & (en) People-in-Country Profile, "Serer of Mauritania" - Joshua project"
7. ↑  Henry Gravrand, La Civilisation Sérère - Pangool, Les Nouvelles éditions africaines du Sénégal, 1990, p. 77 (ISBN 2-7236-1055-1)
8. ↑  (eng.) David P. Gamble & Linda K. Salmon with Alhaji Hassan Njie, People of The Gambia, vol. I, The Wolof with notes on the Serer and Lebou, San Francisco State University, 1985
9. ↑  Patience Sonko-Godwin. Ethnic Groups of The Senegambia Region. A Brief History. p32. Sunrise Publishers Ltd. Third Edition, 2003. ASIN B007HFNIHS
10. ↑  Ethnologue.com. Languages of Senegal. 2007 figures
11. ↑  Colin Kidd, The Forging of Races. Race and Scripture in the Protestant Atlantic World, 1600–2000, Cambridge University Press, 2006, 318 p. (ISBN 9780521797290)
12. ↑  Sarah A. Tishkoff et al., « The Genetic Structure and History of Africans and African Americans », Science, 22 mai 2009, vol. 324, no 5930, p. 1035-1044  archive
13. ↑  Gravrand, Henry: La Civilisation Sereer - Pangool. Les Nouvelles Éditions Africaines du Senegal. 1990. pp, 9, 20 & 77. ISBN 2-7236-1055-1
14. ↑  (eng.) Cheikh Anta Diop, The African origin of civilization: myth or reality, L. Hill, 1974, s. 198-199 ISBN 1556520727
15. ↑  (fra.) Cheikh Anta Diop, Nations nègres et culture : de l'antiquité nègre égyptienne aux problèmes culturels de l'Afrique noire d'aujourd'hui, 1954.
16. ↑  (fra.) Cheikh Anta Diop, Parenté génétique de l'égyptien pharaonique et des langues négro-africaines: processus de sémitisation, Nouvelles éditions africaines, Dakar, 1977
17. ↑  (eng.) Robert O. Collins (dir), Problems in African history, Prentice-Hall, 1968., s. 14-15
18. ↑  (fra.) Paul Pierret, Dictionnaire d'archéologie égyptienne, Imprimerie nationale, 1875, s. 198-199
19. ↑  (eng.) Russell G. Schuh, The Use and Misuse of language in the study of African history, Ufahamu, 1997, 25(1), s. 36-81
20. ↑  (fra.) Issa Laye Thiaw, « La religiosité des Sereer, avant et pendant leur islamisation », Éthiopiques, n°  54, vol. 7, 2e semestre 1991   Arhivirana inačica izvorne stranice od 3. ožujka 2016. (Wayback Machine)